# بي واي دي سونغ
بي واي دي سونغ ((بالصينية: 比亚迪宋)، نسبة إلى سلالة سونغ الحاكمة) هي سلسلة من سيارات الدفع الرباعي المدمجة متعددة الاستخدامات تنتجها شركة بي واي دي أوتو منذ عام 2015.
تتكون عائلة "سونغ" من عدة طرازات مختلفة. وتشمل الجيل الأول الأصلي من سونغ، والذي أعيدت تسميته لاحقًا إلى سونغ كلاسيك وبيعت حتى عام 2019. ومن الإصدارات الأخرى، قُدمت سونغ برو الأكبر حجمًا قليلاً في عام 2019، تبعتها سونغ بلس الأكثر فخامة في عام 2020، ثم سيارة كهربائية أكبر تسمى سونغ إل إي في منذ عام 2023، وسيارة هجينة قابلة للشحن (بلج إن هايبرد) تسمى سونغ إل دي إم-آي. كما اُعتمد اسم "سونغ" أيضًا لسيارة الميني فان المدمجة سونغ ماكس. ومنذ عام 2024، تُصدر سونغ بلس إلى الخارج تحت اسمي بي واي دي سيل يو و بي واي دي سيلايون 6.
على غرار طرازات بي واي دي الأخرى، كانت سونغ متوفرة بمحركات تعمل بالبنزين، وأنظمة هجينة قابلة للشحن (DM - Dual Mode)، ومحركات كهربائية بالكامل. اُوقف إنتاج نسخ البنزين في مارس 2022 حيث أوقفت بي واي دي إنتاج مركبات محركات الاحتراق الداخلي. سونغ هي جزء من خط إنتاج سلسلة "داينستي" (السلالة)، على الرغم من أن سونغ بلس تُقدم منذ عام 2022 من خلال وكلاء "أوشن نتورك".
تعد سونغ السيارة الأكثر مبيعًا لشركة بي واي دي، وواحدة من أكثر سيارات الدفع الرباعي شعبية في الصين، حيث احتلت المرتبة الأولى في فئة سيارات الدفع الرباعي في عام 2022. في ذلك العام، باعت سونغ 478,811 وحدة، متجاوزة بذلك تسلا موديل واي وهافال إتش 6 في السوق.

## الجيل الأول (2015)
ظهرت بي واي دي سونغ الأصلية لأول مرة في معرض شنغهاي للسيارات في أبريل 2015، وطُرحت للبيع في أكتوبر 2015. وقد وُضعت تحت سيارة الكروس أوفر متوسطة الحجم اس6، وهي أول دخول لبي واي دي إلى سوق الكروس أوفر المدمجة. قبل طرحها، كان من المقرر تسويق الجيل الأول من سونغ التي تعمل بالبنزين باسم بي واي دي اس3، على غرار سيارة السيدان المدمجة اف3 التي تعمل بالبنزين وسيارة الكروس أوفر متوسطة الحجم اس6، والتي اُعيدت تسمية نسخها الهجينة إلى تشين وتانغ باستخدام نظام تسمية الأسر الحاكمة الصينية. ومع ذلك، عكست بي واي دي مسارها قبل وقت قصير من إطلاقها، وسُميت اس3 باسم سونغ لجميع المتغيرات بما في ذلك النسخة المزودة بمحرك احتراق داخلي، ونسخة الهجين القابلة للشحن، والنسخ الكهربائية.
عُرضت مجموعتان من المحركات عند الإطلاق. محرك بنزين توربيني سعة 1.5 لتر قادر على إنتاج 154 حصانًا (115 كيلوواط؛ 156 حصانًا) و240 نيوتن متر (177 رطل قدم) من عزم الدوران، ومحرك بنزين توربيني سعة 2.0 لتر قادر على إنتاج 205 حصان (153 كيلوواط؛ 208 حصان) و320 نيوتن متر (236 رطل قدم) من عزم الدوران. يمكن الحصول على المحرك سعة 1.5 لتر إما بعلبة تروس يدوية بست سرعات أو علبة تروس أوتوماتيكية بست سرعات، بينما يمكن الحصول على المحرك سعة 2.0 لتر فقط بعلبة تروس ناقل حركة مزدوج بست سرعات. تتميز الطرازات المبكرة التي تحمل شارة اس3 بتفاصيل رسومية سوداء على المصدات الأمامية وشارة بي واي دي عادية بدلاً من اللون الواحد للجسم وشارة داينستي الخاصة بـسونغ.

لاحقًا في عام 2018، خضعت بي واي دي سونغ لعملية تجميل ثانية لتحديثها بلغة تصميم "وجه التنين" الجديدة.

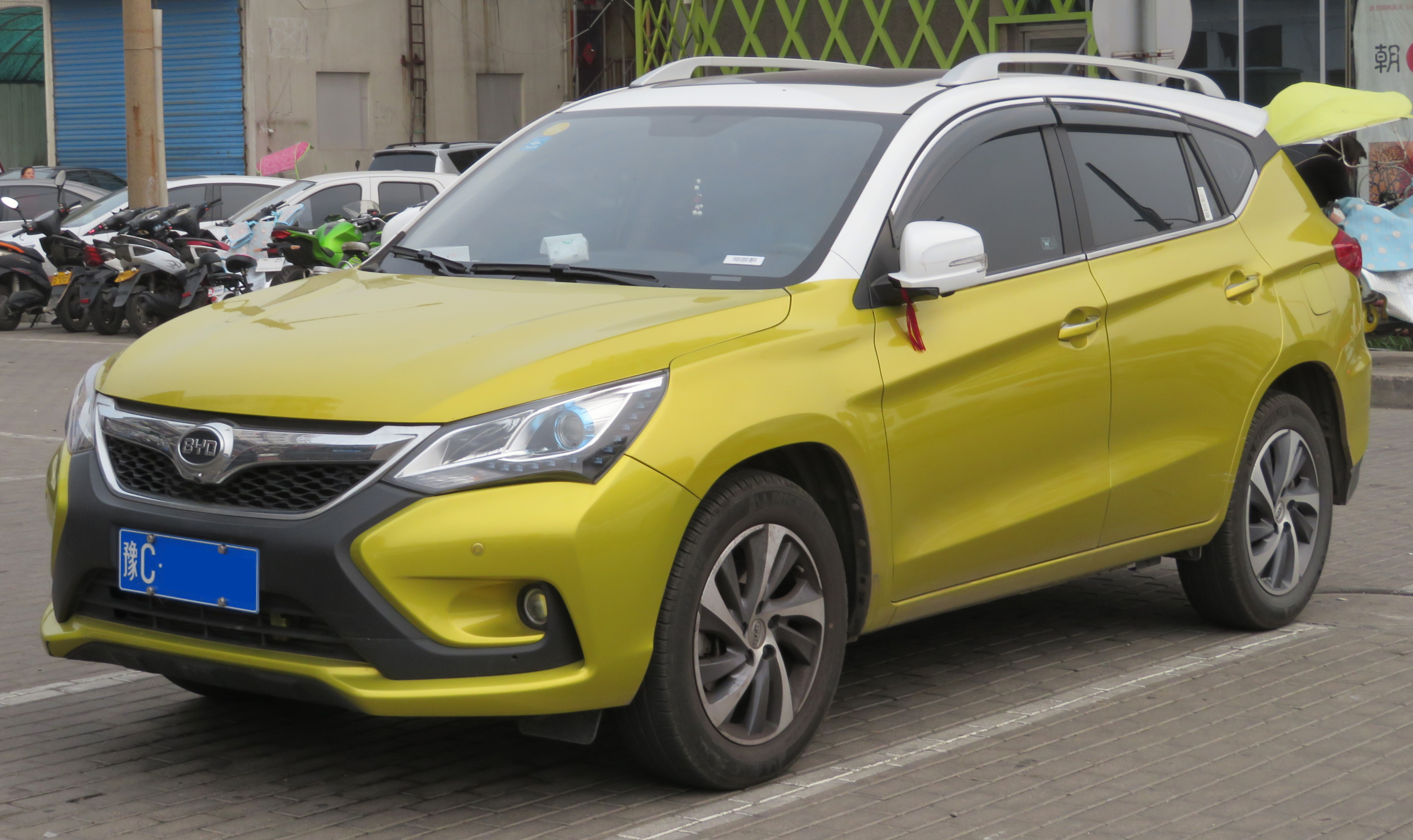
بي واي دي سونغ 2017
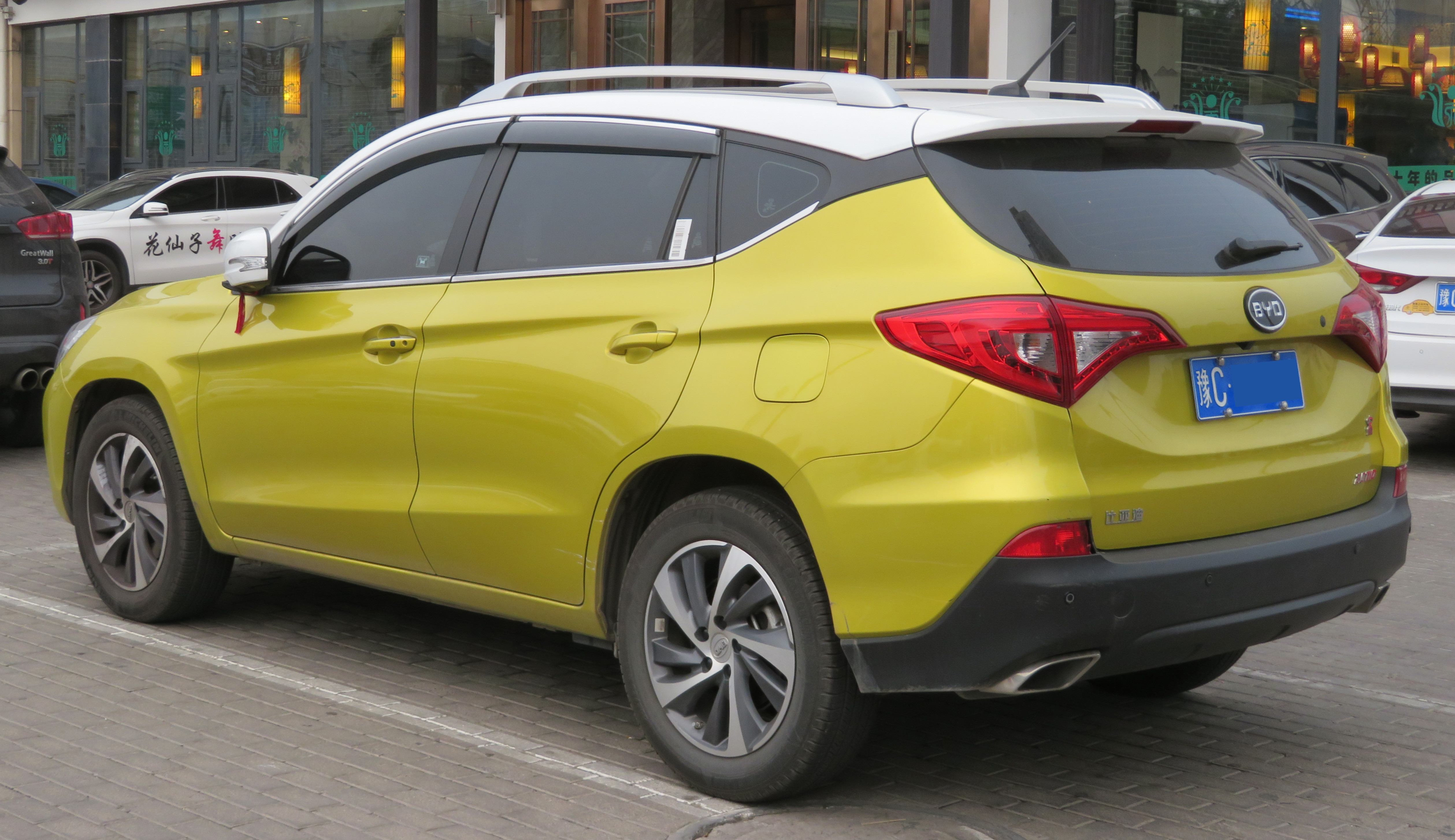
المنظر الخلفي

### سونغ دي ام
قامت شركة بي واي دي بتقديم سيارة سونغ دي ام (الوضع المزدوج) الهجينة القابلة للشحن في أبريل 2017، وذلك بعد سيارتي اف3دي ام المدمجة و اف6دي ام النموذجية. تتطابق سيارة سونغ دي ام تقريبًا مع سيارة سونغ العادية باستثناء الشارات. تستطيع سونغ دي ام استخدام وضعي HEV (المركبة الكهربائية الهجينة) وEV (المركبة الكهربائية) مع محرك توربو سعة 1.5 لتر ومحركين مزدوجين، مما يوفر مدى يصل إلى 80 كم (50 ميل). تنتج السيارة القابلة للشحن ما يصل إلى 333 كيلوواط (453 حصانًا متريًا؛ 447 حصانًا) وعزم دوران يبلغ 740 نيوتن متر (546 رطل قدم) في وضع HEV، وتتسارع من 0 إلى 100 كم/ساعة (0-62 ميل/ساعة) في 4.9 ثوانٍ. تبلغ كفاءة استهلاك الوقود 1.4 لتر/100 كم (170 ميلًا للغالون الأمريكي؛ 71 كم/لتر).

### سونغ اي في300 واي في400
تُعدّ كل من سونغ اي في300 وسونغ اي في400 نسختين كهربائيتين من سيارة سونغ، وتعتمدان على سيارة بي واي دي سونغ العادية التي تعمل بالبنزين، وتستخدم كلتاهما محركات كهربائية بقوة 218 حصانًا (163 كيلوواط) وعزم دوران 310 نيوتن متر (229 رطل قدم). تتمتع سونغ اي في300 بمدى NEDC (معدل سحب القيادة الأوروبية الجديد) يبلغ 270 كم (168 ميلًا) ومدى يبلغ 300 كم (186 ميلًا) عند سرعة 60 كم/ساعة (37 ميلًا في الساعة) وتعمل على بطارية بقدرة 48 كيلوواط ساعة، بينما تعمل سونغ اي في400 على بطاريات بقدرة 62 كيلوواط ساعة. أما بالنسبة للمظهر الخارجي، فإن اي في300 مطابقة لـسونغ العادية وسونغ دي ام، بينما حصلت اي في400 على مصدات معاد تصميمها.

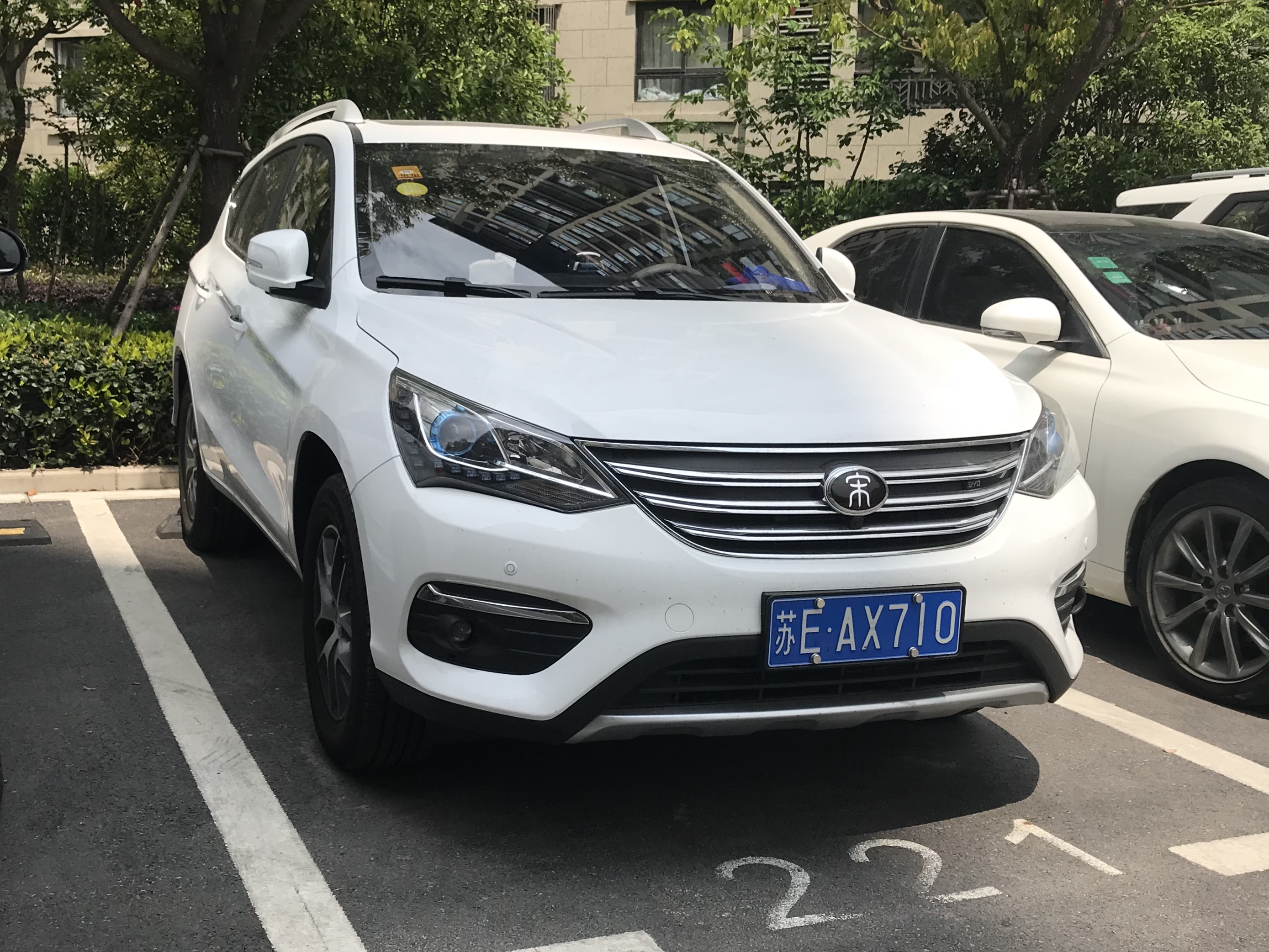
بي واي دي سونغ EV400
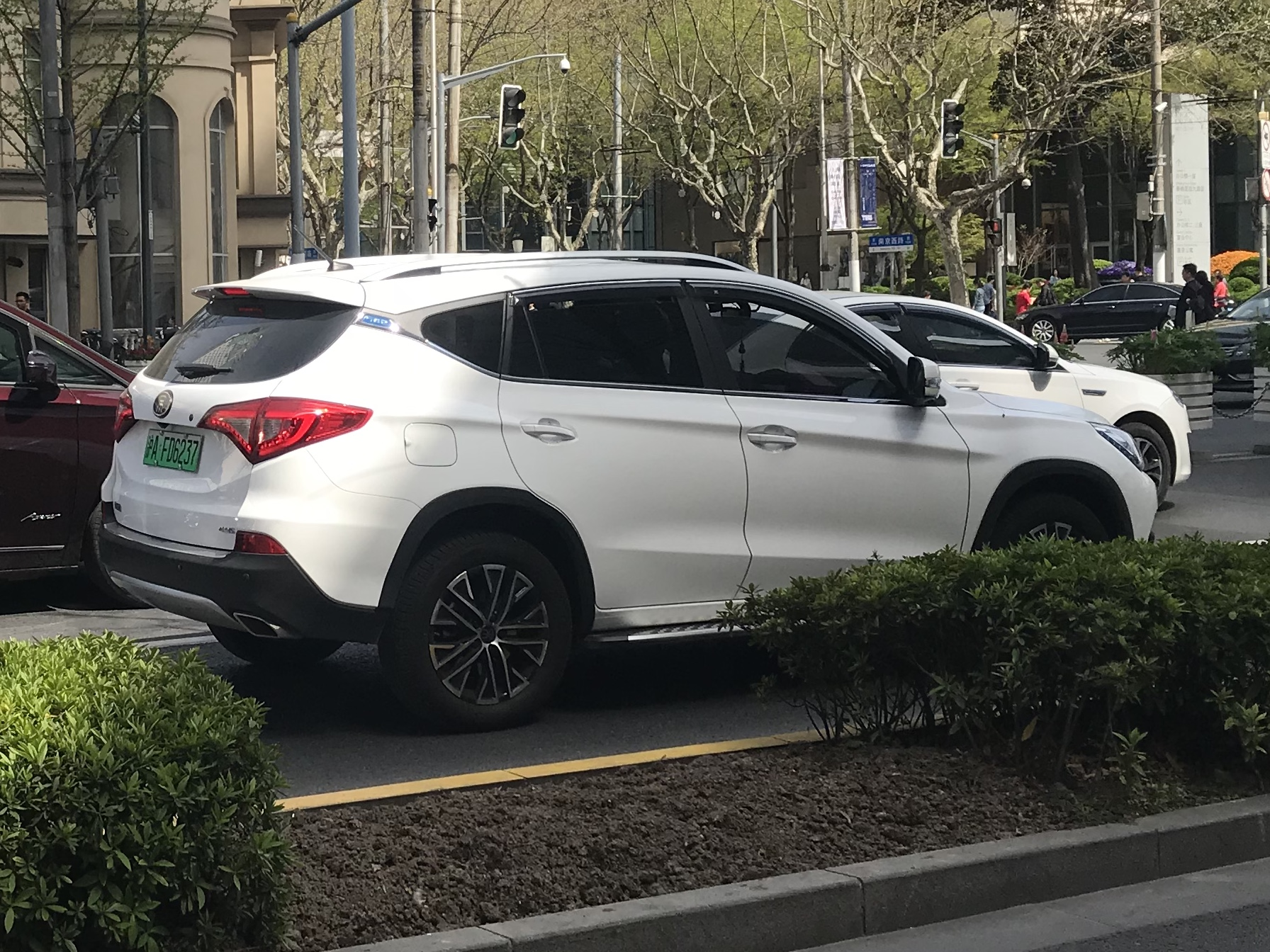
المنظر الخلفي

### تحديثات 2018
اُطلق تحديث في عام 2018 ويتميز بوجه بي واي دي التنين الجديد ومصابيح خلفية متصلة. وعلى الرغم من تسويقها كـ "جيل جديد تمامًا"، إلا أن طراز 2018 يتشارك نفس الهيكل مع الطرازات السابقة.

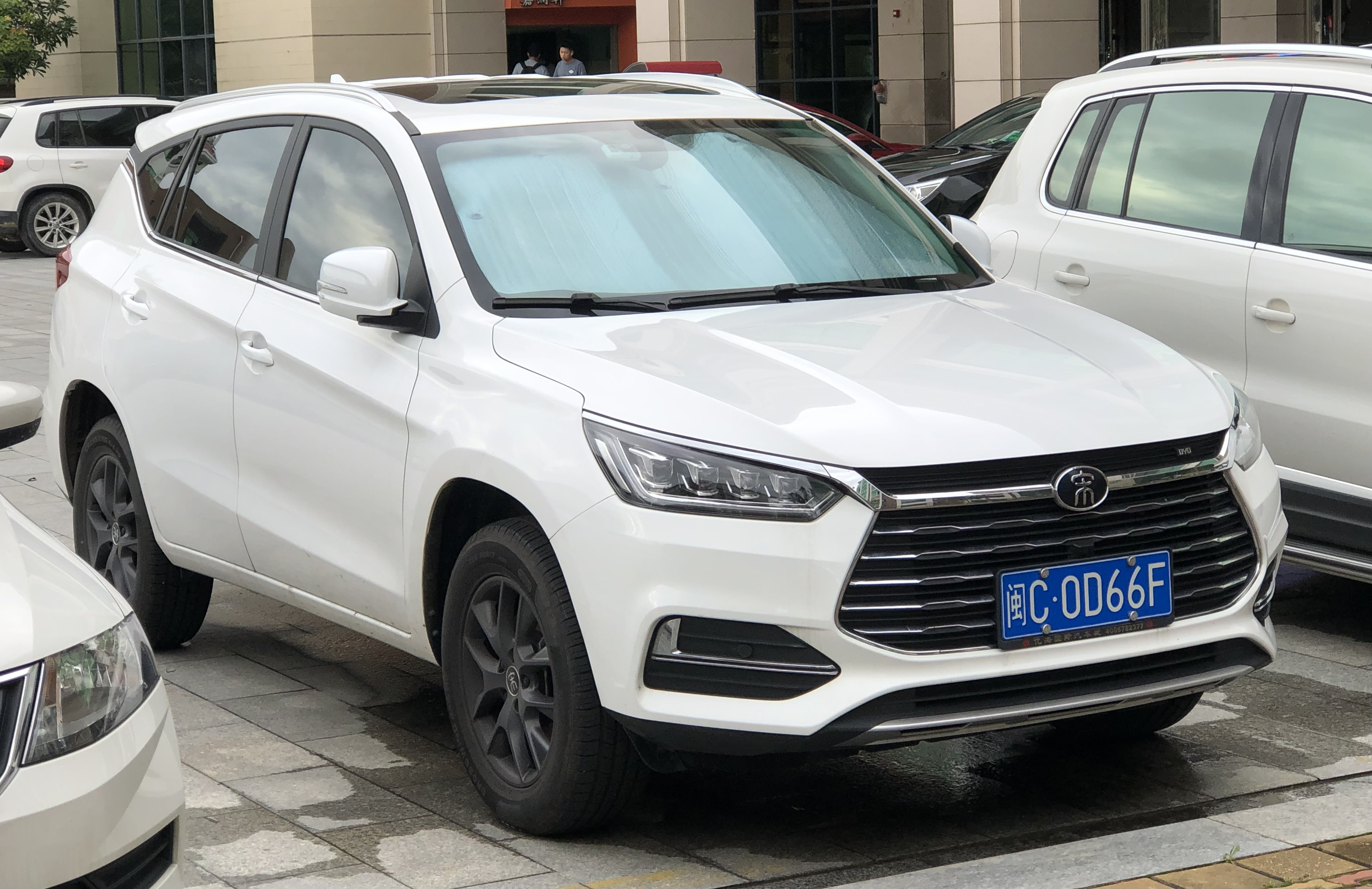
2018 شد الوجه
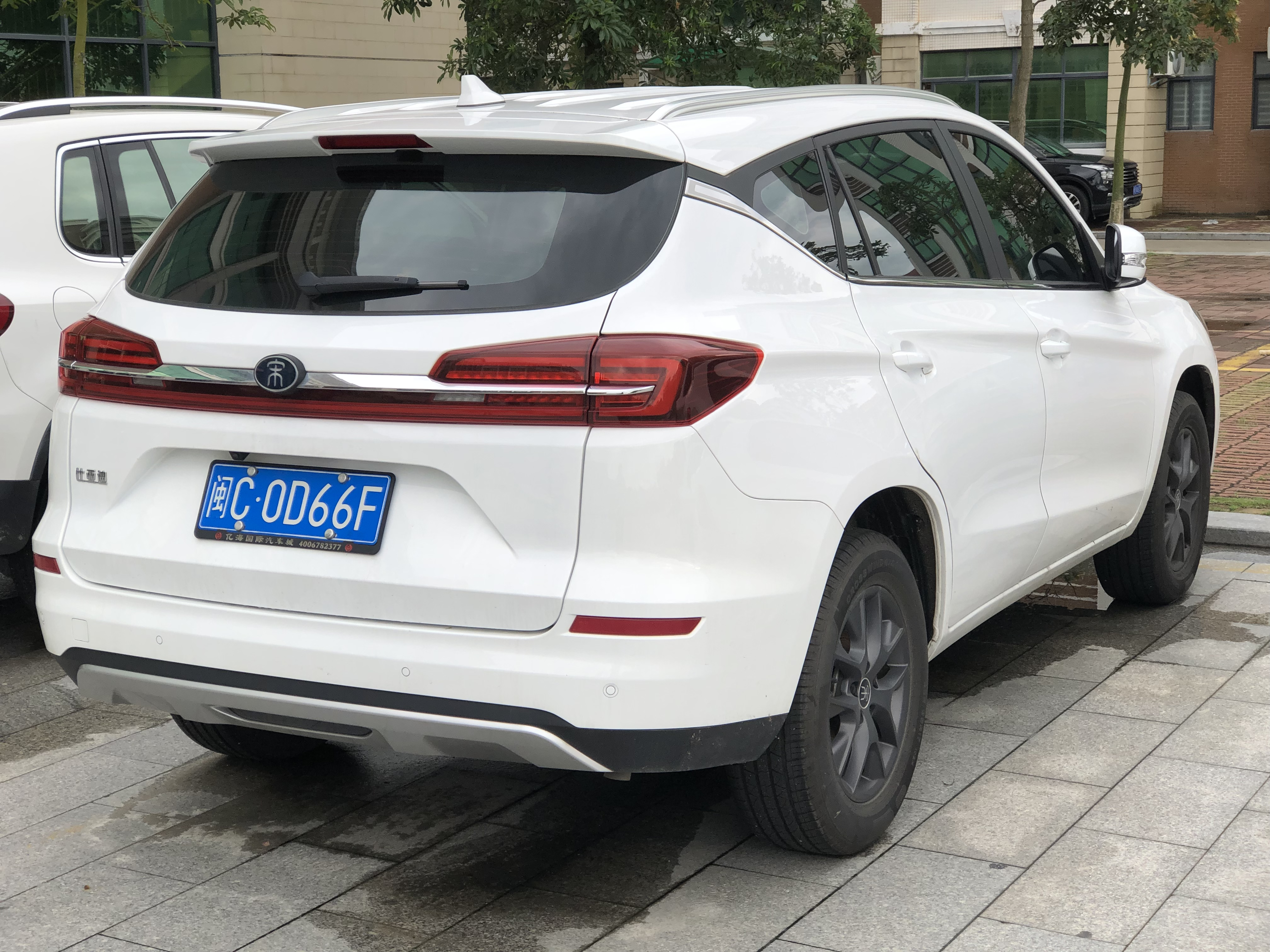
المنظر الخلفي

## سونغ برو (2019)
اُنتجت سونج برو، وهي سيارة دفع رباعي كروس أوفر مدمجة، منذ عام 2019، وقد قُدمت جنبًا إلى جنب مع الجيل الأول من سونج حتى عام 2022. كانت متوفرة في البداية بثلاثة أنواع: نسخة بمحرك احتراق داخلي بمحرك بنزين توربو سعة 1.5 لتر، و سونج برو دي ام الهجينة القابلة للشحن، و سونج برو اي في الكهربائية بالكامل. منذ عام 2022، لم تعد متوفرة إلا النسخة الهجينة القابلة للشحن، والتي حُدثت إلى نظام الدفع الهجين الأحدث دي ام-اي القابل للشحن.
أصبحت سونج برو متاحة في الأسواق العالمية في عام 2024، ومعظمها في دول أمريكا اللاتينية.

## سونغ بلس (2020)
تعتبر سونج بلس سيارة دفع رباعي كروس أوفر مدمجة أكبر حجمًا اُنتجت منذ عام 2020. كانت متوفرة في البداية كمركبة بمحرك احتراق داخلي فقط بمحرك بنزين توربو سعة 1.5 لتر، وفي عام 2021 قدمت بي واي دي سيارة سونج بلس دي ام-اي الهجينة القابلة للشحن وسونج بلس اي في الكهربائية بالكامل. اُوقف إنتاج طراز البنزين في عام 2022 بعد أن أنهت بي واي دي إنتاج سيارات محركات الاحتراق الداخلي.
في عام 2023، قدمت بي واي دي سيارة سونج بلس اي في باسم بي واي دي سييل يو في أوروبا. وقُدمت سييل يو دي ام-اي الهجينة القابلة للشحن في وقت لاحق من عام 2024. في منتصف عام 2024، قُدم الطراز في أستراليا ونيوزيلندا والفلبين وتايلاند باسم بي واي دي سيلايون 6 دي ام-اي.

## سونغ ال اي في (2023)

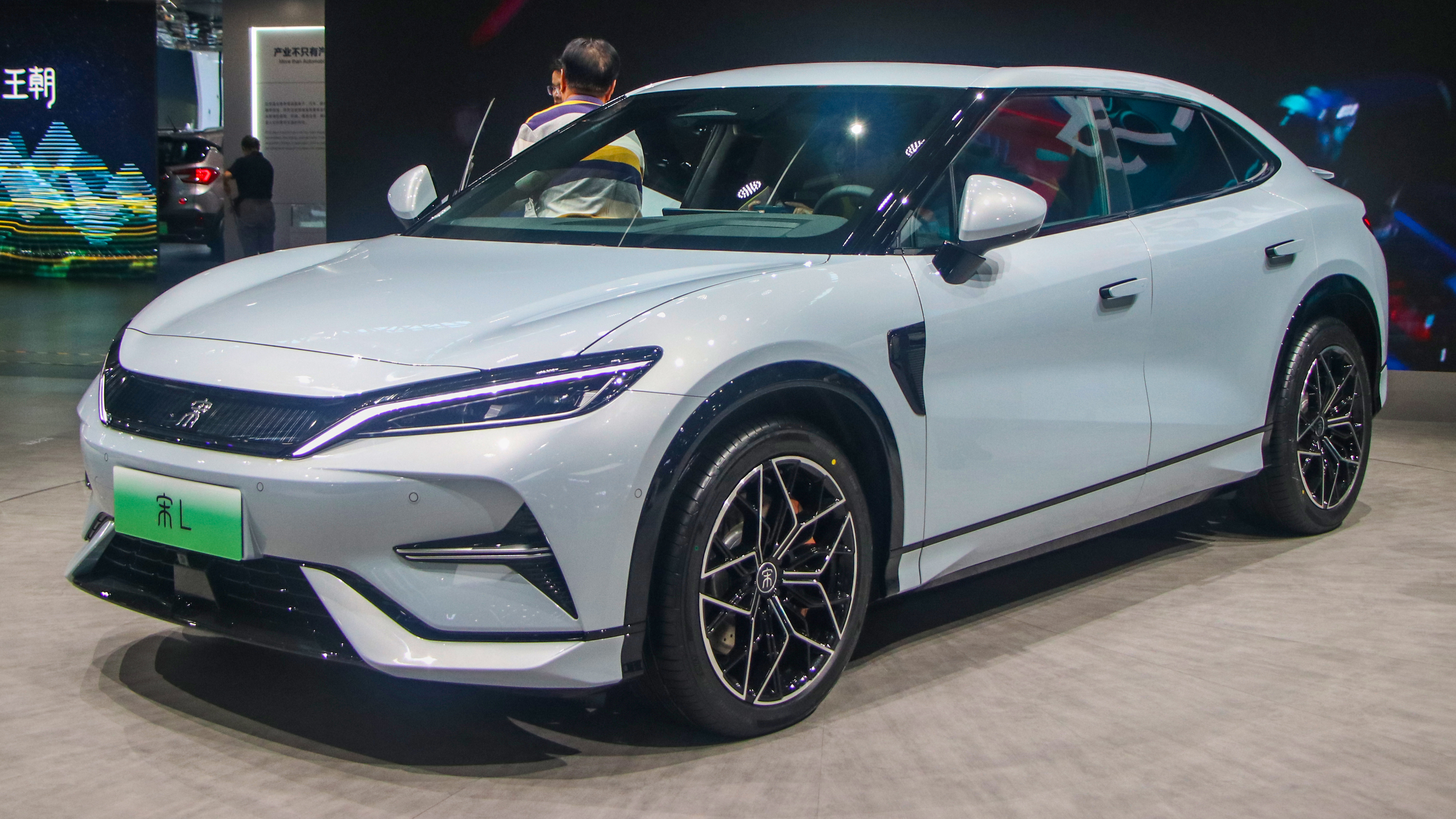
سونج إل اي في 2023

سونج إل اي في هي سيارة دفع رباعي أكبر وأقل ارتفاعًا في فئة سيارات الدفع الرباعي الكروس أوفر متوسطة الحجم (الفئة بي في الصين) باستخدام لوحة اسم سونج التي اُنتجت منذ عام 2023. تعتمد سونج إل اي في على منصة-اي 3.0.

## سونغ إل دي إم-آي (2024)

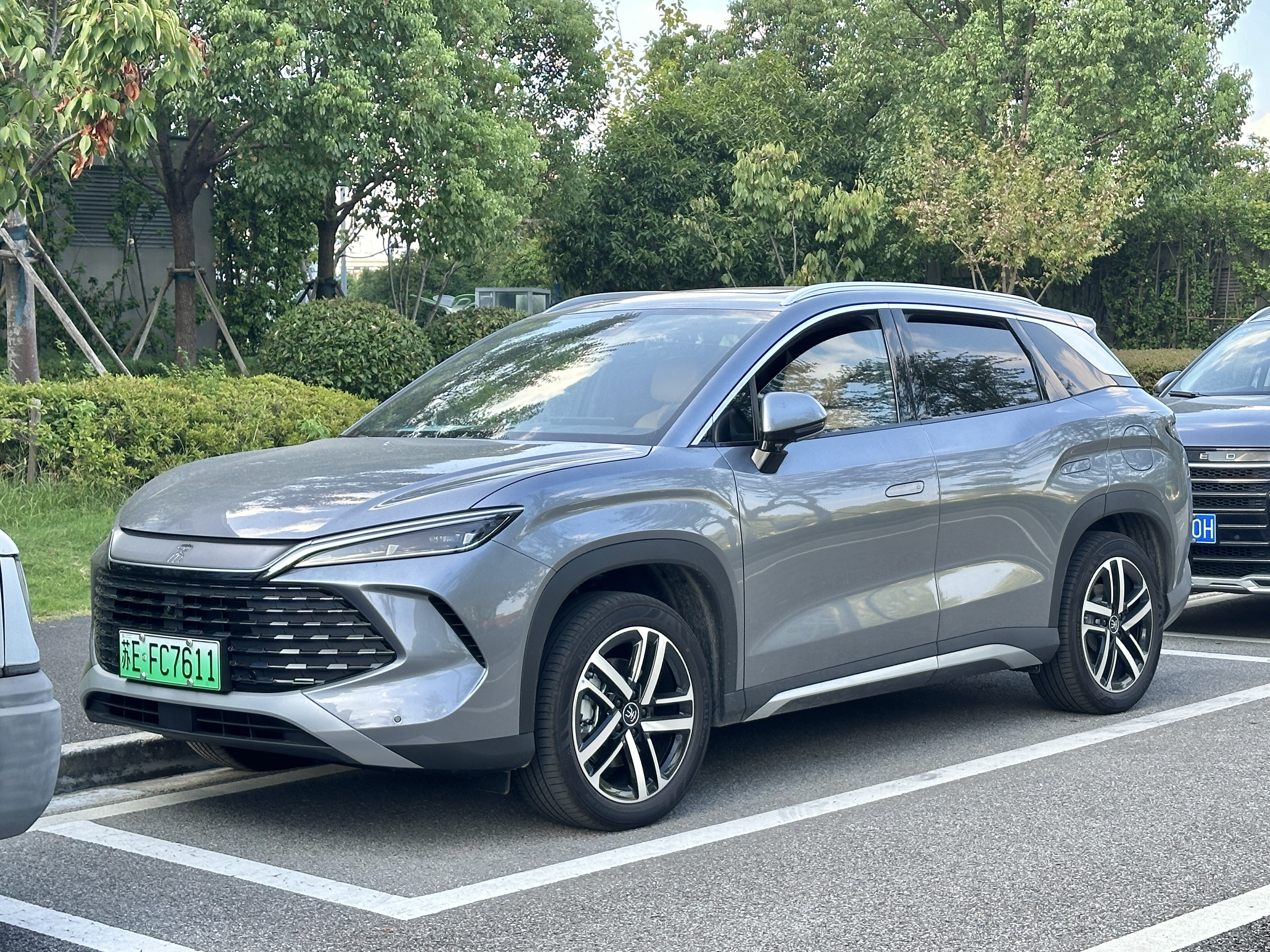
سونغ إل دي إم-آي 2024

في يوليو 2024، بدأت مبيعات سونغ إل دي إم-آي الهجينة القابلة للشحن في الصين. وهي مركبة مختلفة تمامًا مقارنة بـ سونغ إل اي في، مع تشابه ضئيل في التصميم وتعتمد على منصة مختلفة. وهي مجهزة بنظام دي إم-آي 5.0 الذي قُدم لأول مرة مع كين إل وسييل 06.

## سونغ ماكس (2017)

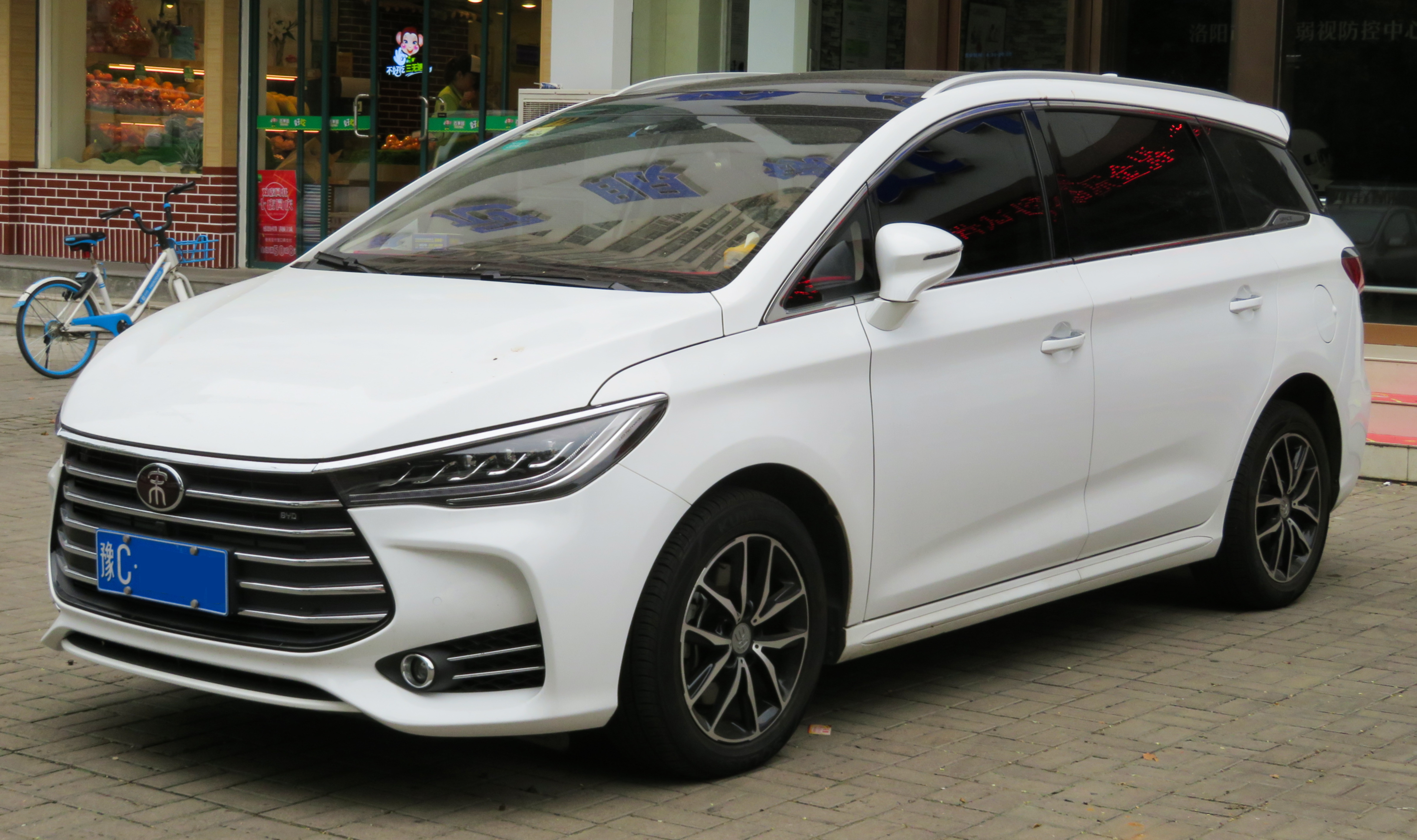
سونغ ماكس 2018

سونغ ماكس هي سيارة عائلية مدمجة متعددة الأغراض (MPV) تحمل اسم سونغ اُنتجت منذ عام 2017. كانت متوفرة كطراز يعمل بالبنزين، ثم كهربائية بالكامل وهجينة قابلة للشحن في عام 2019. منذ عام 2022، أصبحت متوفرة فقط في نسخة دي إم-آي الهجينة القابلة للشحن. تُسوق نسخة كهربائية مبسطة من سونغ ماكس باسم بي واي دي اي6 الجيل الثاني للاستخدام في تطبيقات الركوب وخدمات سيارات الأجرة. منذ عام 2024، طُرحت نسخة مطورة من اي6 للبيع باسم بي واي دي ام6 في بعض أسواق التصدير.

## المبيعات
| السنة | الصين   | الصين  | الصين | الصين    | الصين    | الصين    | الصين    | الصين    | الصين    | الصين     | الصين     | الصين    | الصين   | الصين   |
| السنة | سونغ    | سونغ   | سونغ  | سونغ برو | سونغ برو | سونغ برو | سونغ بلس | سونغ بلس | سونغ بلس | سونغ ماكس | سونغ ماكس | سونغ إل  | سونغ إل | إجمالي  |
| السنة | بنزين   | دي ام  | اي في | بنزين    | دي ام    | اي في    | بنزين    | دي ام-اي | اي في    | بنزين     | دي ام     | دي ام-اي | اي في   | إجمالي  |
| ----- | ------- | ------ | ----- | -------- | -------- | -------- | -------- | -------- | -------- | --------- | --------- | -------- | ------- | ------- |
| 2015  | 13,769  |        |       |          |          |          |          |          |          |           |           |          |         | 13,769  |
| 2016  | 100,042 |        |       |          |          |          |          |          |          |           |           |          |         | 100,042 |
| 2017  | 101,037 |        |       |          |          |          |          |          |          | 30,390    |           |          |         | 131,427 |
| 2018  | 43,374  |        |       |          |          |          |          |          |          | 141,068   |           |          |         | 184,442 |
| 2019  | 85,470  | 12,585 |       |          |          |          |          |          |          | 68,175    |           |          |         | 166,230 |
| 2020  | 79,031  | 3,106  | 3,939 | 80,854   | 5,272    | 6,820    | 7,108    |          |          | 23,410    | 1,982     |          |         | 204,414 |
| 2021  | 92,022  |        |       |          | 79,508   | 29,340   | 108,848  | 108,848  | 108,848  | 9,935     | 733       |          |         | 211,538 |
| 2022  | 3,505   |        |       |          | 20,323   |          |          | 388,048  | 66,935   |           | 11,037    |          |         | 489,848 |
| 2023  |         |        |       |          | 209,690  |          |          | 296,294  | 93,919   |           | 3,720     |          | 4,988   | 608,611 |
| 2024  |         |        |       |          | 241,598  |          |          | 266,189  | 152,285  |           | 291       | 109,194  | 46,683  | 816,240 |